# یواس‌اس پولدینگ (دی‌دی-۲۲)
یواس‌اس پولدینگ (دی‌دی-۲۲) (به انگلیسی: USS Paulding (DD-22)) یک کشتی آمریکایی بود که طول آن ۲۹۳ فوت ۱۱ اینچ (۸۹٫۵۹ متر) بود. این کشتی در سال ۱۹۱۰ ساخته شد. 